# Liga Kobiet Polskich
Liga Kobiet Polskich – stowarzyszenie zrzeszające kobiety bez względu na światopogląd, przekonanie czy przynależność do innych organizacji społecznych, partii politycznych, kościołów lub związków wyznaniowych chcące działać na rzecz kobiet i ich rodzin (§ 1 statutu LKP). Została oficjalnie zarejestrowana w Krajowym Rejestrze Sądowym w 2001, odwołuje się do tradycji Ligi Kobiet Polskich założonej w 1913 roku.

## Historia

### Powstanie organizacji
Poprzedniczkami Ligi Kobiet Polskich były założona w 1913 roku w Warszawie Liga Kobiet Pogotowia Wojennego działająca na terenie zaboru rosyjskiego (głównie Królestwa Polskiego) i powstała w latach I wojny światowej Liga Kobiet Galicji i Śląska (zwana także Ligą Kobiet Naczelnego Komitetu Narodowego) prowadząca działalność w zaborze austriackim. Podczas wojny obie organizacje stopniowo poszerzały swoją działalność: od akcji opiekuńczej na rzecz legionistów i ich rodzin, poprzez prowadzenie wśród szerokich rzesz polskiego społeczeństwa działalności propagandowej na rzecz niepodległości  i upowszechniania edukacji obywatelskiej do otwartego zaangażowania się w akcję na rzecz równouprawnienia obywatelskiego kobiet w przyszłym państwie polskim. Obie ligi połączyły się na odbytym w Warszawie w dniach 29–31 grudnia 1918 zjeździe zjednoczeniowym tworząc Ligę Kobiet Polskich.
Zjazd zjednoczeniowy w sprawach polityki bieżącej uchwalił: że kobiety Polki winny w imię dobra narodu, bezwzględnie współdziałać z akcją, mającą, na celu prowadzenie polityki samodzielnej, opartej na sile własnej – w przeciwstawieniu do polityki żądającej obcej interwencji w sprawach układu stosunków wewnętrznych w Polsce. Opowiedziano się również jako żądaniem na przyszły kongres pokojowy za Polską niepodległą i zjednoczoną z własnym wybrzeżem morskim, z uwzględnieniem czynnika etnograficznego i historyczno-kulturalnego. Określając charakter Ligi jako organizacji podkreślono, że etyka powinna być pierwszą zasadą i najistotniejszą podwaliną życia publicznego, stąd kobiety zjednoczone w Ligę Kobiet, wstępując na arenę życia politycznego, uznają za naczelne swoje zadanie wnieść do polityki ten czynnik dotąd w niej nie uwzględniany – czynnik etyczny.
W sprawie równouprawnienia Zjazd domagał się dla kobiet:

- Dopuszczenia do wszystkich stanowisk państwowych nie wyłączając najwyższych kierowniczych, z przeprowadzeniem zasady, że przy wyborze decydować ma nie płeć, ale odpowiednie uzdolnienie.
- Natychmiastowej rewizji prawa cywilnego w celu równouprawnienia kobiet i dzieci nieślubnych.
- Równej płacy za równą pracę.
- Ograniczeń ustawodawczych co do pracy kobiet (zakazów pracy nocnej, pracy podziemnej itp.), jako istot słabszych i matek przyszłego pokolenia. Zniesienia reglamentacji.

W sprawach społecznych solidaryzując się ze stronnictwami lewicy niepodległościowej przyjęto następujące postulaty:

- Ziemia należeć ma do tych co na niej pracują. Lasy przechodzą na własność państwa. Dobra martwej ręki, majoraty, donacje, własność większa, poza określonym maksimum posiadłości, wywłaszczone zostają za odszkodowaniem, w celu rozparcelowania ich między bezrolnych i małorolnych. Większe kompleksy gruntów w ręku państwa lub kooperatyw rolnych, zachowuje się celem przeprowadzenia gospodarstw wzorowych, podniesienia hodowli i przemysłu rolnego.
- Upaństwowienie lub ugminnienie zakładów użyteczności publicznej, a zwłaszcza komunikacji, kopalń, salin. — Fabryki powstające z inicjatywy prywatnej przejmuje państwo w miarę możności.
- Ochrona pracy i poprawa bytu robotników.
- Wszechstronna opieka społeczna dla wszystkich pracujących umysłowo lub fizycznie, ubezpieczenia na wypadek choroby, starości i niezdolności do pracy, nieszczęśliwych wypadków, bezrobocia i macierzyństwa, opieka państwowa nad opuszczonymi dziećmi. Nauka powszechna w granicach 7 klasowej szkoły ludowej.

Wybrano także Naczelny Zarząd zjednoczonej Ligi Kobiet Polskich. Weszły do niego Maria Dulębianka (przewodnicząca – Lwów), Anna Augustynowiczowa (Zakopane), Anna Bolesławska (Warszawa), Maria Błotnicka (z Krakowa), Józefa Błotnicka (Sambor), Maria Chmieleńska (Warszawa), Adela Domanusowa (Biała), Maria Dzieciołowska (Zakopane), Aniela Faliszewska (Baligród), Zofia Daszyńska Golińska (Warszawa), Julia Grundlachowa (Łódź), Maria Jaworska (Lwów), Wanda Jabłońska (Sambor), Zofia Janiszewska (Kalisz), Lucyna Konopacka (Warszawa), Jadwiga Kossobudzka (Włocławek), Maria Kelles Krauzowa (Radom), Maria Kelles Krauzowa (Lwów), Helena Kalmanowa (Żywiec), Zofia Moraczewska (Kraków), Michalina Mościcka (Lwów), Halina Piwowarowa (Dąbrowa Górnicza), Halina Pawlewska (Lwów), Maria Rudnicka (Piotrków), Maria Russocka (Limanowa), Halina Rapacka-Dzięciołowska (Warszawa), Helena Sujkowska (Warszawa), Jadwiga Szczawińska-Dawidowa (Warszawa), Władysława Weychert-Szymanowska (Kraków), Stanisława Tarnawiecka (Sanok), Helena Waniczkówna (Lwów), Helena Witkowska (Kraków). Ponadto sześć miejsc pozostało nieobsadzonych dla przedstawicielek okręgów które nie miały swoich przedstawicielek. W ramach Naczelnego Zarządu pracami Ligi kierować miały wydziały których było sześć: polityczno-oświatowy, organizacyjny, prasowy, opieki nad żołnierzem, opieki społecznej o równouprawnienia kobiet. Utrzymano także podział na okręgi. Najniższą jednostką organizacyjną pozostało także koło.
Organem prasowym LKP było pismo „Na Posterunku: tygodnik kobiecy poświęcony sprawom społecznym, ekonomicznym, pedagogicznym i etycznym”, który ukazywało się w Krakowie od stycznia 1917 do grudnia 1918 roku. Koniec wydawnictwa wiązał się z kryzysem organizacyjnym LKP po porażce w wyborach do Sejmu Ustawodawczego.

### Działalność w okresie międzywojennym
W warunkach pokojowych zaczęły jednak w Lidze Kobiet pojawiać się różnice polityczne, wizje przemian w kraju i miejsca w nich kobiet. W pierwszych wyborach parlamentarnych Zarząd Ligi poparł kandydatki startujące z ramienia PPS i Stronnictwa Niezawisłości Polski czyli tzw. lewicy niepodległościowej, ale członkiniom Ligi łatwiej było współpracować ze sobą na gruncie społecznym niż politycznym. Do ówczesnych działaczek Ligi należały Zofia Moraczewska – żona premiera, Dorota Kłuszyńska – senator oraz Zofia Daszyńska-Golińska. Krytyka prowadzona przez kler katolicki i wyklęcie organizacji między innymi przez biskupa Adama Sapiehę spowodowało ograniczenie jej działalności oraz popularności.
Po przewrocie majowym w 1926 r., część działaczek zaangażowało się po stronie obozu sanacji Józefa Piłsudskiego, widząc w nim nie tylko poprawę sytuacji kraju, ale i szansę na powrót do czynnej działalności publicznej. W czasie kampanii wyborczej do Sejmu i Senatu z przełomu 1927/1928 działaczki stworzyły Demokratyczny Komitet Wyborczy Kobiet Polskich, który, pomimo krótkiej kampanii, uzyskał z listy Bezpartyjnego Bloku Współpracy z Rządem trzy miejsca w parlamencie. Tak zmotywowane dnia 25 III 1928 r., z inicjatywy Zofii Moraczewskiej, utworzyły nową organizację kobiecą – Związek Pracy Obywatelskiej Kobiet. W parlamencie II RP z szeregów Ligi Kobiet i ZPOK znalazły się Zofia Moraczewska, Zofia Daszyńska-Golińska, Dorota Kłuszyńska, Maria Jaworska czy Eugenia Waśniewska. Jednak żadna z kobiet nie pełniła obowiązków marszałka sejmu czy senatu, nie objęła także teki ministerialnej. Wraz z powołaniem do życia ZPOK. Liga została praktycznie wchłonięta przez Związek, który od tej pory był rodzajem reprezentacji politycznej, a sama Liga organizacją opiekuńczą. 
W okresie międzywojennym działalność na rzecz najmłodszych stała się najważniejszym punktem działalności Ligi. W latach 20. XX wieku Liga organizowała wszechstronną pomoc dla licznych sierot – ofiar pierwszej wojny światowej i wojny polsko-bolszewickiej. Koła Ligi, w Krakowie, Lwowie i Warszawie prowadziły tego typu placówki niosąc pomoc kilku tysiącom potrzebującym dzieciom, odżywiając je i lecząc a także edukując i wychowując. Pomoc finansową oraz dary działaczki Ligi pozyskiwały od polskiej emigracji jak i aktywistek amerykańskich organizacji kobiecych. Za pomoc emigrantów odwdzięczyły się później, już w latach 30, wspierając ochronkę dla polskich dzieci w Nowym Jorku. Liga wspierała budowę oraz organizowanie własnych sanatoriów dla dzieci z chorobami górnych dróg oddechowych np. w Rabce prowadzać intensywną kwestę na ich rzecz posiłkując się przy tym hasłem „Zdrowe dzieci to zdrowy naród”. Liga włączyła się również w inną działalność prozdrowotną np. uczestnicząc w kampaniach zwalczania alkoholizmu oraz wspierania leczenia nowotworów. Nieobce były również sprawy obyczajowe – działaczki Ligi zaangażowały się w zwalczanie prostytucji i handlu żywym towarem, których padały najczęściej młode dziewczęta. Liga działała również na rzecz pracy zawodowej kobiet, propagując tę ideę w środowiskach kobiecych, m.in. była współorganizatorką w 1929 Wystawy Pracy Kobiet na Powszechnej Wystawie Krajowej w Poznaniu.

### Działalność w okresie PRL

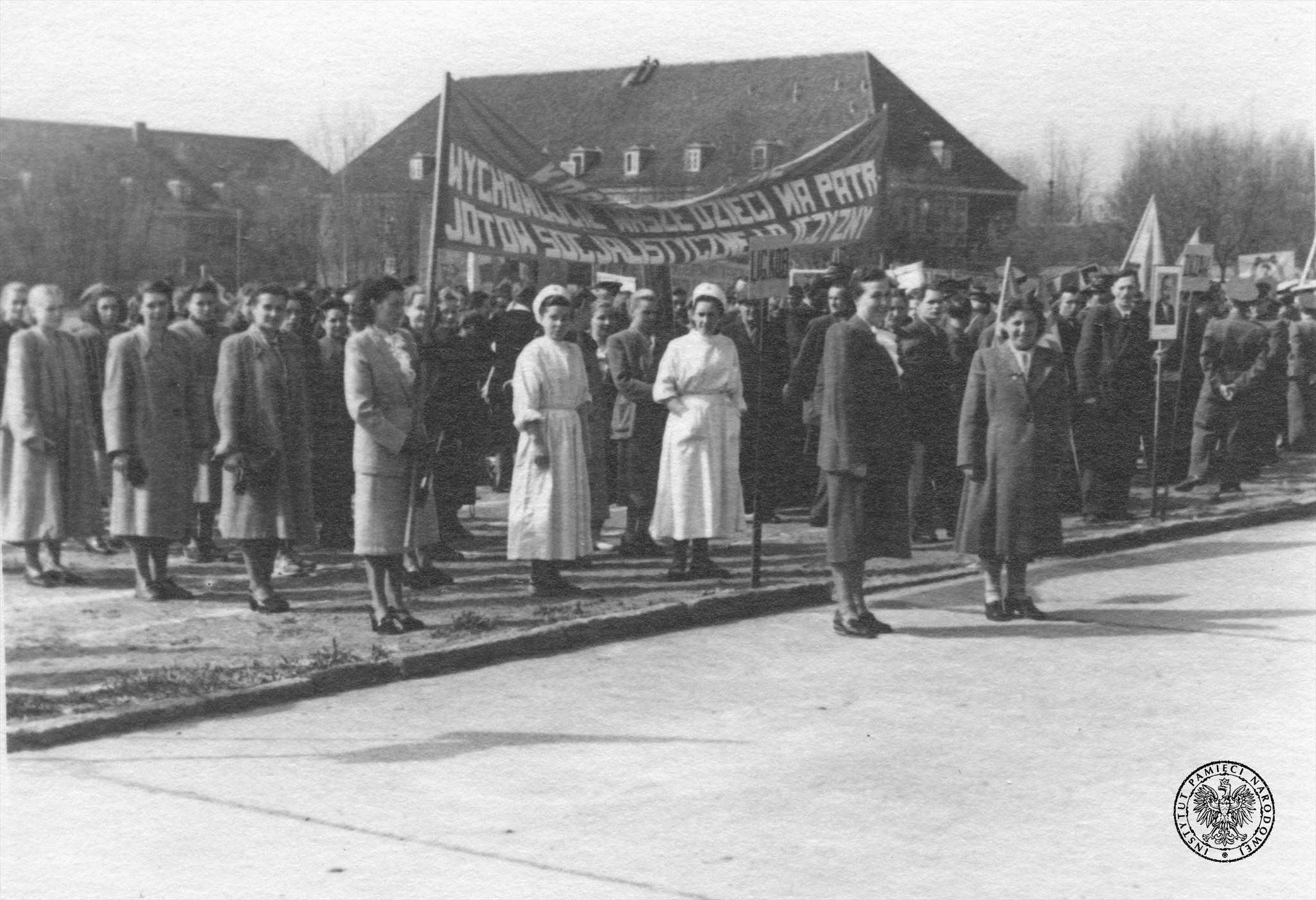
Działaczki Ligi Kobiet w trakcie obchodów święta 1 Maja w jednostce wojskowej w Dziwnowie w 1950 r.

15 sierpnia 1945 r. założono Społeczno-Obywatelską Ligę Kobiet. Do 1957 roku działała głównie w kierunku pozyskania najszerszych rzesz kobiet dla dzieła odbudowy i rozbudowy kraju, podnoszenia ich kwalifikacji zawodowych. Od 1957 r., nie rezygnując ze społeczno-politycznych założeń zajmuje się konkretnie pomocą dla kobiet w zakresie wychowania dzieci, prowadzenia gospodarstwa domowego, podnoszenia poziomu kultury w życiu rodzinnym (organizowanie zespołów usługowych, komitetów opiekuńczych, poradnictwo wszelkiego rodzaju, kluby). Liga Kobiet miała swoje przedstawicielki w Krajowej Radzie Kobiet - utworzonej w 1966 r. i działającej przy Froncie Jedności Narodu, była też członkiem kilku międzynarodowych organizacji kobiecych. W 1971 liczyła 415,4 tys. członkiń. W połowie lat 80. szacowano, że należy do niej 600 tysięcy kobiet (w większości jedynie formalnie). Do działaczek tej organizacji w okresie komunistycznym należały m.in. jej kolejne przewodniczące: Irena Sztachelska, Alicja Musiałowa, Stanisława Zawadecka, Maria Milczarek, Eugenia Kempara, Jadwiga Biedrzycka i Elżbieta Lęcznarowicz. Organy prasowe: „Zwierciadło” i biuletyn „Nasza Praca”.

### Działalność współcześnie
W połowie lat 90. liczba członkiń spadła do około 5 tysięcy w 2001 roku. W latach 90. przewodniczącą Ligi była Izabela Jaruga-Nowacka.
W 2008 roku przewodniczącą Ligi została Elżbieta Jankowska, później zastąpiła ją Aldona Michalak.
Liga posiada oddziały terenowe (obecnie ok. 20), działając przede wszystkim w zakresie obrony praw kobiet i rodziny, pomocy kobietom w trudnych sytuacjach życiowych i edukacji.